# Taygetis uzza
Espèce
Taygetis uzza est une espèce de papillons de la famille des Nymphalidae, de la sous-famille des Satyrinae et du genre Taygetis.

## Dénomination
Taygetis uzza a été décrit par Arthur Gardiner Butler en 1869;
Synonyme : Taygetis salvini Staudinger, [1887].

### Nom vernaculaire
Taygetis uzza se nomme Uzza Satyr en anglais.

## Description
Taygetis uzza est un papillon aux ailes postérieures dentelées au  dessus de couleur marron doré uni.
Le revers, présente trois bandes de couleur beige rose nacré séparées de lignes marron violacé. L'aire postdiscale présente une ligne de très discrets ocelles  centrés d'un point blanc dont seul celui proche de l'angle anal de l'aile postérieure est noir centré de blanc.

## Écologie et distribution
Taygetis uzza est présent au Nicaragua, au Guatemala, au Costa Rica, à Panama et en Colombie,.

### Protection
Pas de statut de protection particulier.